# Операция Планинска буря
Операция Планинска буря (на македонска литературна норма: Операција Планинска бура) е операция започната от полицията на Република Македония на 7 ноември 2007 срещу въоръжените албанци в района на планината Шар в западната част на страната. Селата Бродец, Весала и Вейче близо до Тетово в подножието на Шар са замесени в битката.

## Операцията
Македонското министерство на вътрешните работи съобщава, че шест души са убити, а 12 са арестувани в операцията. Четирима други са арестувани в Скопие преди сблъсъка. Различни оръжия, включително бомби, муниции, автоматични оръжия и гранатомети са открити от полицията. В операцията взимат участие и полицейски хеликоптери.
Очевидец твърди, че е видял мъже в униформи със знака на Армията за освобождение на Косово, разформирована албанска партизанска сила, патрулиращи в селата предишния ден. Според този очевидец, една къща в селото е изгорена, а местната джамия е повредена при стрелба.
КФОР, силите на НАТО в Косово, увеличават нивото на войската си откъм косовската страна на границата, преди да започне македонската операция.
КФОР твърдят, че хеликоптер е паднал в зоната, но той не принадлежи на силите на НАТО в провинцията. Македонското министерство на вътрешните работи отхвърля това твърдение. Източниците на КФОР отхвърлят твърдението, че хеликоптера е свален откъм косовската страна на границата и заявяват, че не знаят нищо за хеликоптер, който да е свален в Република Македония.